# Каталожная цена (филателия)

Часть страницы каталога «Скотт» (секция марок Боливии, 1910-е): для каждой марки в двух правых крайних столбцах даны цены в долларах США на негашёные и гашёные марки. Указаны также цены на полную серию из восьми марок (негашёный и гашёный варианты)

Катало́жная цена́ в филателии — стоимость филателистических материалов (почтовых марок, иных знаков почтовой оплаты), указанная в каталоге марок (других знаков почтовой оплаты) в денежных единицах.

## Описание
Каталожная цена представляет собой существующую розничную цену знака почтовой оплаты и служит ориентировочной ценой при его продаже на вторичном рынке.
Как правило, в каталогах вначале указана цена негашёной почтовой марки, затем приведена цена гашёной марки. Кроме того, в специальных каталогах дополнительно указываются цены почтовых марок в квартблоках, на письме, на конверте первого дня и т. п.

## Листовая цена
От каталожной цены следует отличать листовую цену, под которой понимается стоимость почтовых марок в полном марочном листе. В некоторых государствах на марочном листе, как правило, в верхнем левом краю указана стоимость всех марок первого вертикального ряда, затем — второго ряда, третьего и т. д. В верхнем правом краю указывается цифра, обозначающая стоимость всего марочного листа.